# Gottkönig
Ein Gottkönig (sakraler König) ist ein König, der übermenschliche Fähigkeiten oder Eigenschaften beansprucht. Er gilt zumeist als Inkarnation der Gottheit oder von göttlicher Abkunft. Als solcher ist er Garant für die Zuwendung der Götter oder Mittler zwischen Gott und Mensch. Neben der politischen Herrschaft kommt ihm somit auch eine priesterliche Funktion zu.
In der Antike wurden einige sehr bedeutende Herrscher in den Rang von Gottheiten erhoben. Diese „Vergöttlichung“ wird Apotheose genannt.
Vom Gottkönig zu unterscheiden ist das Sakralkönigtum, in dessen Zusammenhang dem König sakrale Elemente zugesprochen werden, er aber nicht als Gott selbst betrachtet wird.

## Rituale
Sakrale Könige unterliegen strengen kultischen Tabus, um den Verlust oder die Verunreinigung der Göttlichkeit auszuschließen. In einigen Kulturen wurden sakrale Könige rituell getötet, wenn ihre göttliche Wirksamkeit nachzulassen drohte (Alter, Krankheit), in anderen tat man dies in regelmäßigen Abständen. Nach Frazers The Golden Bough ist dies notwendiger Bestandteil des sakralen Königtums, der bei allen Gottkönigen zumindest als rituelle Ersatzhandlung feststellbar ist. Eine solche Ersatzhandlung war beispielsweise die alljährliche öffentliche Auspeitschung des babylonischen Königs im Marduk-Tempel.

## Beispiele
In ihrem Königsamt sahen sich die altägyptischen Pharaonen als mit göttlichen Kräften ausgestattete Herrscher. Die sumerische Königsliste beginnt um 2800 v. Chr. mit dem Gottkönig und Helden Gilgamesch. Manche spätere Herrscher Mesopotamiens, beispielsweise Naram-Sin, beanspruchten göttliche Attribute (Hörnerkrone) und ließen ihren Namen mit dem Gottesdeterminativ „DINGIR“ schreiben.
Auch Alexander der Große wurde bereits zu Lebzeiten zu den Göttern gezählt. Gaius Iulius Caesar wurde nach seinem Tod als Divus Iulius neben Iupiter Optimus Maximus zum höchsten Staatsgott erhoben; auch die nachfolgenden römischen Kaiser wurden durch Apotheose zu Gottheiten (Divus).
Der in der Meiji-Restauration wieder an die Spitze des japanischen Staates gestellte Tennō war bis zum Ende des Zweiten Weltkriegs als göttlich im Sinne eines als Mensch erscheinenden Kami (Arahitogami), als direkter Nachfahre der Sonnengöttin Amaterasu verehrt worden. Der Shōwa-tennō Hirohito musste jedoch nach dem Krieg in seiner öffentlichen Erklärung zur Kapitulation Japans diesen Status als nicht existent feststellen.
Auch der Kaiser von China wurde jeweils als lebender Gott („Sohn des Himmels“) verehrt. Allerdings wird hierbei besonders über den ersten Kaiser von China Qin Shihuangdi in vielen Schriften erwähnt, dass er sich selber den Status eines Gottkönigs (huangdi) gab, einer Kombination zweier Titel, die für die mythologischen Urkaiser Chinas reserviert waren.
Das Reich der Inka war eine Art staatssozialistische Theokratie, mit einem dynastisch legitimierten „Inka-Kaiser“ an der Staatsspitze, der als Sohn des Sonnengottes Inti und der Mondgöttin Mama Killa absolut herrschte.
Die meisten monotheistischen Religionen wie das Judentum, das Christentum oder der Islam lehnen Gottkönige ab. Heute ist keine Kultur bekannt, in der ein Gottkönig Anerkennung erfährt.
Nach christlicher Trinitätslehre handelt es sich bei Jesus Christus um den menschgewordenen Sohn Gottes, der unter anderem auch als König bzw. Christus König angebetet wird.